# Região Metropolitana de Patos
A Região Metropolitana de Patos (RMP), Região Metropolitana do Sertão da Paraíba ou Grande Patos, é uma região metropolitana brasileira localizada no estado da Paraíba. É constituída por 24 municípios: Areia de Baraúnas, Cacimba de Areia, Cacimbas, Catingueira, Condado, Desterro, Emas, Junco do Seridó, Mãe D'Água, Malta, Matureia, Passagem, Patos, Quixaba, Salgadinho, Santa Luzia, Santa Terezinha, São José de Espinharas, São José do Bonfim, São José do Sabugi, São Mamede, Teixeira, Várzea e Vista Serrana.
A região tem diversas cidades em processo de conurbação, como Malta-Condado, Teixeira-Maturéia, Patos-São José do Bonfim e Patos-Quixaba. Se tratando de número de município, tem mais municípios em sua composição do que as demais regiões metropolitanas de Região Nordeste do Brasil.

## História
Em 2011, o estudante patoense Pedro Jorge Nunes da Costa teve a idealização e apresentou a proposta ao vereador patoense Sales Junior (PRB), que levou até a então deputada Francisca Motta.
Na Assembleia Legislativa da Paraíba, ela apresentou o Projeto de Lei Complementar Estadual nº 11/2011, A matéria foi aprovada, em 30 de novembro de 2011, e sancionada em 27 de dezembro de 2011 pelo governador da Paraíba, Ricardo Coutinho.
Em 20 de março de 2015, aconteceu na Associação Comercial e Industrial de Patos, o evento de implantação da Região Metropolitana de Patos e foi criado o Conselho Deliberativo, formado pelos prefeitos Arimatéia Camboim (Santa Terezinha), Nego de Guri (Teixeira), Júlio César (Quixaba), Ademir Morais (Santa Luzia) e Francisca Motta (Patos).

## Meio ambiente e turismo
Em Patos acontece o São João de Patos, considerado o 4º maior do país pelo Ministério do Turismo, atraindo turistas de diversas regiões do país e com atrações locais e nacionais. Outros eventos, também de cunho religioso e que atraem turistas para o município, são: Festa de Pentecostes, reunindo todos os anos milhares de fiéis e caravanas advindas de várias cidades; e Festa de Setembro ou Festa de Nossa Senhora Daguia (padroeira do município), tradicional evento que integra ao calendário de grandes eventos da Paraíba.
Em Maturéia todo ano acontece o Encontro Paraibano de Astrofotografia (EPA), maior evento de astrofotografia do Brasil, que reúne astrônomos, fotógrafos e outras pessoas para contemplarem e fotografar o céu diretamente do Pico do Jabre, afastado das luzes das cidades. O Pico do Jabre é o ponto mais alto do estado da Paraíba, com 1.197 metros de altitude, dentro do Parque Estadual Pico do Jabre. 
Em São Mamede merece destaque a Pedra do Papagaio, a Vila Picotes e a zona rural, cheias de sítios arqueológicos. Também merece destaque a Reserva Ecológica Verdes Pastos, a única existente na região metropolitana. A Vila Picotes, próximo ao pico de mesmo nome, é patrimônio histórico e turístico do município, apreciado por sua cenografia e palco de diversos filmes nacionais.
Teixeira, com seu clima serrano, tem um enorme potencial ecoturístico, onde vários lugares na Serra do Teixeira são explorados. Merece referência a Pedra do Tendó, dentro do Parque Estadual Pico do Jabre, onde pode-se observar todo meio ambiente, relevo e vegetação do Sertão Paraibano; e a Pedra do Talhado, onde pode-se praticar rappel.

## Municípios integrantes
| Município              | População (2017) | Área (km²) | Densidade (2017) | IDH (2010) |
| ---------------------- | ---------------- | ---------- | ---------------- | ---------- |
| Areia de Baraúnas      | 2.126            | 96,343     | 22,06            | 0,562      |
| Cacimba de Areia       | 3.749            | 220,380    | 17,01            | 0,596      |
| Cacimbas               | 7.183            | 126,543    | 56,76            | 0,523      |
| Catingueira            | 4.934            | 529,454    | 9,31             | 0,574      |
| Condado                | 6.753            | 280,916    | 24,03            | 0,594      |
| Desterro               | 8.306            | 179,387    | 46,30            | 0,580      |
| Emas                   | 3.528            | 240,901    | 14,64            | 0,595      |
| Junco do Seridó        | 7.165            | 170,420    | 42,04            | 0,617      |
| Mãe d'Água             | 4.009            | 243,754    | 16,44            | 0,542      |
| Malta                  | 5.665            | 156,242    | 36,25            | 0,642      |
| Matureia               | 6.587            | 83,687     | 78,70            | 0,572      |
| Passagem               | 2.424            | 111,876    | 21,66            | 0,620      |
| Patos                  | 107.790          | 473,056    | 227,85           | 0,701      |
| Quixabá                | 1.964            | 156,683    | 12,53            | 0,622      |
| Salgadinho             | 3.980            | 184,240    | 21,60            | 0,563      |
| Santa Luzia            | 15.401           | 455,702    | 33,79            | 0,682      |
| Santa Terezinha        | 4.573            | 357,953    | 12,77            | 0,627      |
| São José de Espinharas | 4.635            | 725,656    | 6,38             | 0,577      |
| São José do Bonfim     | 3.566            | 134,724    | 26,46            | 0,578      |
| São José do Sabugi     | 4.145            | 206,915    | 20,03            | 0,617      |
| São Mamede             | 7.721            | 530,728    | 14,54            | 0,641      |
| Teixeira               | 15.191           | 160,900    | 94,41            | 0,605      |
| Várzea                 | 2.820            | 190,447    | 14,80            | 0,707      |
| Vista Serrana          | 3.808            | 61,361     | 62,05            | 0,566      |
| TOTAL                  | 238.023          | 6.078,268  | 39,15            |            |

## Clima
O clima da Região Metropolitana é semiárido e quente, com temperaturas médias anuais oscilando entre 21°C e 26°C, e amplitudes térmicas diárias de 10 °C, mensal de 5 ºC a 10 ºC anual entre 1°C e 5°C.
As chuvas são predominantemente de origem convectiva-orográfica concentradas em uma estação úmida que geralmente vai de fevereiro a maio com uma média histórica muito irregular, em torno dos 750mm e variação de 30%.
Das dez cidades com maior incidência de raios na Paraíba, as nove primeiras são da Região Metropolitana de Patos: 
- 1º) Malta - 6,72 km-²;
- 2º) São José de Espinharas - 6,03 km-²;
- 3º) Santa Terezinha - 5,83 km-²;
- 4º) Patos - 5,81 km-²;
- 5º) São Mamede - 5,81 km-²;
- 6º) Condado - 5,8 km-²;
- 7º) Vista Serrana - 5,78 km-²;
- 8º) Catingueira - 5,55 km-²;
- 9°) São José do Bonfim - 5,2 km-²;
- 10º) São Bentinho - 5,21 km-².